# Ribbensdorf
Ribbensdorf ist ein Ortsteil der Stadt Oebisfelde-Weferlingen im Landkreis Börde in Sachsen-Anhalt.
Ribbensdorf gehörte vor der Gründung der Stadt Oebisfelde-Weferlingen am 1. Januar 2010 zur Gemeinde Siestedt und ist seitdem Teil der Ortschaft Siestedt.
Die erste urkundliche Erwähnung Ribbensdorfs geht auf das Jahr 1274 zurück. Ältere Namensformen des Ortes sind Ricbisdorp (1274) und Ribbesdorff (1564). Die evangelische Dorfkirche wurde wohl vor 1274 gebaut; der neue Glockenturm  wurde im Jahre 1899 fertiggestellt, nachdem der alte Glockenturm eingestürzt war.
Bis 1950 war Ribbensdorf eine eigenständige Gemeinde. Am 1. Juli 1950 wurden Ribbensdorf und Siestedt zur neuen Gemeinde Ribbenstedt zusammengeschlossen. Ribbensdorf erhielt die neue Bezeichnung Ribbenstedt II. 
Am 2. Juli 1991 erfolgte die Rückbenennung von Ribbenstedt II zu Ribbensdorf. Gleichzeitig wurde die Gemeinde Ribbenstedt in Siestedt umbenannt. Ortsteile waren Ribbensdorf und Klinze.
Im Jahre 1869 wurden in Ribbensdorf die Freiwillige Feuerwehr und 1911 der Fußballverein Ribbensdorfer FC gegründet.